# Почтальон наносит ответный удар
«Почтальон наносит ответный удар» или «Ответный удар» (иер. трад. 巡城馬, упр. 巡城马, кант.-рус.: Чхёнь сэн Ма, англ. The Postman Fights Back, букв. Курьер Ма) — гонконгский фильм с боевыми искусствами режиссёра Ронни Ю, вышедший в 1982 году.

## Сюжет
В начале существования Китайской Республики Юань Шикай и северные правители сражались с республиканцами с Юга. Предводитель бандитов Жао Лун со своими людьми контролировал на Севере горный перевал стратегического значения. Однажды человек, называющий себя курьером, останавливается в небольшой гостинице. Человек по имени Кит, только что ограбивший нескольких бандитов, прячется в комнате почтальона. Бандиты, считая, что двое в одной команде, хотят их убить. Посланник Юань Шикая, Ву, спасает их и просит доставить деревянный ящик с подарками для Жао Луна на перевал в течение семи дней. Они соглашаются. К ним присоединяются динамитчик Пук Фон и аферист Фу Чёнь. Однако, четвёрка не знает, что стала частью плана Шикая по устранению республиканцев.

## В ролях
| Актёр       | Роль       |
| ----------- | ---------- |
| Лён Каянь   | Курьер Ма  |
| Чоу Юньфат  | Фу Чёнь    |
| Фань Мэйшэн | Пук Фон    |
| Юнь Ятчхо   | Иу Кит     |
| Эдди Коу    | Ву Сиукуон |
| Чери Чун    | Куай Фат   |
| Кук Чон Сук | Лэй Пхин   |

## Съёмочная группа
- Компания: Golden Harvest, Peace Film Production (H.K.) Co.
- Продюсер: Рэймонд Чоу
- Режиссёр: Ронни Ю
- Сценарист: Ку Сиува, Ронни Ю, Чан Кхиуин[кит.]
- Ассистент режиссёра: Чён Винхун, Стэнли Кван
- Постановка боевых сцен: Юнь Сёньи, Бренди Юнь
- Художник-постановщик: Тони Ау
- Монтаж: Питер Чён
- Оператор: Чён Иучоу, Ли Ютан, Брайан Лай
- Композитор: Тан Сиулам